# Жерарди, Жан
Жан Жерарди (фр. Jean Gérardy; 7 декабря 1877, Спа, Валлония — 4 июля 1929, Спа, Валлония) — бельгийский виолончелист. Сын трубача и музыкального педагога Дьёдонне Жерарди (фр. Dieudonné Gérardy; 1848—1900).

## Биография
В 1889 году окончил Консерваторию Вервье, ученик Альфреда Массо; на репутации Массо как первоклассного педагога и его роли в формировании Жерарди подробно останавливается Бернард Шоу в музыкальной хронике 1892 года, вошедшей затем в книгу «Музыка в Лондоне» (1894); суть этой настойчивости в том, что Жерарди чаще объявляли как ученика известного солиста Рихарда Белльмана, у которого он после Массо непродолжительное время занимался в Льеже.
Ещё учеником консерватории выступил в Лондоне в составе фортепианного трио с Эженом Изаи и Игнацем Падеревским. В дальнейшем также охотно выступал в составе фортепианных трио — с Фрицем Крейслером и Иосифом Гофманом, Карлом Флешем (или Альфредом Виттенбергом) и Артуром Шнабелем, — а также в дуэте с Раулем Пюньо или Леопольдом Годовским, который посвятил Жерарди свою обработку Второй сюиты для виолончели соло Иоганна Себастьяна Баха. В ансамбле и соло гастролировал по всему миру, вплоть до Австралии (1901 и 1923); совершил четыре турне по США и три поездки в Россию. Первый исполнитель Концерта для виолончели с оркестром Жозефа Йонгена (1900, Париж).
С началом Первой мировой войны добровольцем, скрыв свою личность, вступил в армию и некоторое время служил рядовым. Однако затем инкогнито Жерарди было раскрыто, и по инициативе бельгийской королевской семьи музыкант выступил в Лондоне с благотворительным концертом в пользу Красного креста; на концерте присутствовали пять королевских особ, а общая выручка составила около 10 000 фунтов стерлингов. Затем, после заключения перемирия, начал выступать с концертами перед войсками на фронте; в общей сложности, как утверждается, фронтовые концерты Жерарди слышало около 60 000 солдат.
Именем Жерарди названа улица в его родном городе.